# Jan de Klerk
Pour les articles homonymes, voir de Klerk.
 (février 2018).
Si vous disposez d'ouvrages ou d'articles de référence ou si vous connaissez des sites web de qualité traitant du thème abordé ici, merci de compléter l'article en donnant les références utiles à sa vérifiabilité et en les liant à la section « Notes et références ».
Johannes de Klerk, dit Jan de Klerk (22 juillet 1903 - 24 janvier 1979) est un homme politique sud-africain. Il est membre du parti national, sénateur (1955-1975), ministre successivement du travail et des travaux publics (1955-1958), du travail et des mines (1958-1961), des affaires internes, du travail et de l'immigration (1961), des affaires internes, de l'éducation, des arts et des sciences (1961-1966), de l'éducation, des arts et des sciences et de l'information (1966-1967) et ministre de l'éducation nationale (1968-1969). Il est aussi président du Sénat de 1969 à 1976. Il est le père de Frederik de Klerk, Président de la république d'Afrique du Sud de 1989 à 1994. 

## Biographie
Fils ainé du révérend Willem de Klerk et de son épouse Aletta Johannes van Rooy, petit-fils de Johannes Cornelis van Rooy, membre du Sénat de l'Union de l'Afrique du Sud (1929-1939), Jan de Klerk est né le 22 juillet 1903 à Burgersdorp.
Il passe son enfance à Potchefstroom, dans le sud-ouest du Transvaal. Diplômé de l'université de Potchefstroom (1926) où il est le président du conseil représentatif des étudiants (1925-1926), il se marie le 27 avril 1927 avec Hendrina Cornelia Coetzer (1904-2001) avec qui il a deux fils, Willem Johannes et Frederick Willem de Klerk, futur président de la république d'Afrique du Sud.
De 1927 à 1945, Jan de Klerk est enseignant à Nylstroom et dans le Witwatersrand. Il devient directeur d'école et secrétaire du syndicat des travailleurs blancs. En janvier 1947, il devient secrétaire administratif du parti national pour la région du Rand puis en 1948, secrétaire en chef du NP du Transvaal. De 1949 à 1955, il est membre du conseil provincial du Transvaal.
En 1954, Jan de Klerk est nommé sénateur et ministre du Travail et des Travaux publics dans le gouvernement de son beau-frère, le Premier ministre JG Strijdom. Cette nomination provoque une controverse publique en raison des liens de parenté entre les deux hommes.
Il est ministre dans les gouvernements suivant d'Hendrik Verwoerd et de John Vorster jusqu'en 1969, s'occupant successivement des mines, des affaires internes, de l'immigration et de l'éducation. En tant que ministre de l'Éducation, il participe à la fondation de l'université afrikaans du Rand (RAU) et de l'université de Port Elizabeth (UPE) tout en étant chancelier de l'université de Potchefstroom. Il est pressenti à deux reprises pour être le candidat au poste honorifique de président de la république en 1967 et 1968.
De 1969 à 1976, il préside la chambre haute du parlement sud-africain ce qui lui donne l'occasion d'assurer brièvement l’intérim de la présidence de l'État en 1975. Il se retire de la vie politique et décède à Krugersdorp le 24 janvier 1979.

## Hommages
Un lycée de Krugersdorp a été baptisé en l'honneur de Jan de Klerk[réf. nécessaire].